# Parc national Constitución de 1857
Le parc national Constitución de 1857 (espagnol : Parque nacional Constitución de 1857) est un parc national du Mexique situé en Basse-Californie.
Il a une superficie de 50 km2 et a été créé en 1962.
Le lac Hanson, inclut dans le parc, est reconnu site Ramsar depuis le 2 février 2010.
Il est administré par la Comisión Nacional de Áreas Naturales Protegidas.
Il comprend une partie de la sierra de Juárez et sert de refuge à de multiples espèces comme le mouflon du Canada et le cerf-mulet.
Quant à sa flore, elle est composée en majorité de conifères.